# Grafschaft Auxonne
Die Grafschaft Auxonne um den Hauptort Auxonne im heutigen Département Côte-d’Or (Région Bourgogne-Franche-Comté) bestand seit der Mitte des 10. Jahrhunderts bis 1237.
Graf Wilhelm III. von Mâcon und Vienne, Sohn des Grafen Stephan I. „Tollkopf“ (Etienne „Tête Hardie“) aus dem Hause Burgund-Ivrea, führte seit 1127 den Titel eines Grafen von Auxonne. Diese Grafschaft vermachte er seinem jüngeren Sohn Stephan II., während der ältere, Gerald I., Mâcon und Vienne erhielt.

Graf Stephan II. war mit Judith von Lothringen, einer Nichte von Kaiser Friedrich „Barbarossa“, verheiratet. Mit ihr hatte er einen Sohn und Erben, Stephan III.; dieser heiratete Beatrix, Erbin der Grafschaft Chalon-sur-Saône.

Stephan III. revoltierte 1209 gegen seinen Lehnsherren, Pfalzgraf Otto II.  von Burgund, da er Anspruch auf die Freigrafschaft erhob. Graf Otto gelang es jedoch mit der Unterstützung Graf Theobalds IV. von Champagne die Revolte niederzuschlagen.

Auf Stephan III. folgte dessen Sohn Johann „der Weise“ (Jean „le Sage“) nach, der 1237 mit dem Herzog von Burgund, Hugo IV., Auxonne (und Chalon-sur-Saône) für die Herrschaft Salins eintauschte. Graf Johanns Nachkommen (als Haus Châlon) gelangten 1393 in den Besitz des Fürstentums Orange (Oranien).
Johann hatte eine Schwester, Beatrix, die den Herren Simon de Joinville heiratete. Sie ist die Mutter des Biografen Jean de Joinville.

## Grafen von Auxonne
- 1127–1156 Wilhelm III. (Graf von Mâcon und Vienne)
- 1156–1173 Stephan II. Sohn
- 1173–1237 Stephan III. Sohn
- 1237–1267 Johann „der Weise“ Sohn (Graf von Chalon-sur-Saône)

## Umfang der Grafschaft Auxonne
Unter der Herrschaft der Herzöge von Burgund umfasste die Grafschaft Auxonne alle Herrschaften östlich der Saône:
- die 10 Städte
  - Auxonne, Seurre, Louhans, Cuiseaux, Saint-Laurent, Verdun, Bellevesvre, Cuisery, Chaussin, Pontaillier
- die 2 Grafschaften
  - Grafschaft Savigny-en-Revermont, Verdun
- die 3 Marquisats
  - Marquisat La Perrière, Chaussin, Seurre
- die 11 Baronien
  - Baronie Pagny, Vauvry, Tenarre, Saint-Germain-du-Plain, Montpont-en-Bresse, Mervans, La Villeneuve, Longepierre, Pierre, Montcony, Saint-Vincent
- eine Abtei
  - Kloster Miroir
- 9 Priorate
  - Priorat Saint-Jean-de-Losne, Saint-Marcel, Mouthier-en-Bresse, Louhans, Saint-Laurent, Ratenelle, Pontaillier, Sermesse, La Frette
- 2 Dekanate
  - Cuiseaux, Louhans

Die Grafschaft unterstand dem Parlement von Saint-Laurent, nach der Aufhebung dieses Parlements war das Parlement de Dijon für die Grafschaft zuständig.